# Harum Scarum (album)
Harum Scarum er en LP-plade med Elvis Presley, udsendt på RCA med nummeret RCA LSP-LPM-3468. (LSP og LPM angiver, hvorvidt der er tale om hhv. stereo- eller monoudgaven, og begge var så efterfulgt af løbenummeret 3468).
Albummet rummer soundtracket fra Presley-filmen Harum Scarum, der her i Europa blev lanceret som Harem Holiday, mens den danske titel på filmen var Elvis i haremet. LP'en kom på gaden i oktober 1965, samtidig med premieren på filmen.
Alle sangene er indspillet hos RCA i deres Studio B i Nashville i tidsrummet 24. – 26. februar 1965. LP'en rummer 11 sange, alle blev sunget i filmen.

## Personerne bag albummet
Folkene bag LP'en er:
- Fred Karger og Gene Nelson, producere
- Elvis Presley, sang
- Scotty Moore, guitar
- Grady Martin, guitar
- Charlie McCoy, guitar
- Floyd Cramer, klaver
- Henry Strzelecki, bas
- D.J. Fontana, trommer
- Kenneth Buttrey, trommer
- Hoyt Hawkins, tamburin
- Gene Nelson, conga (tromme)
- Ralph Strobel, obo
- The Jordanaires, kor

## Sangene
LP'en indeholdt følgende sange:

### Side 1
- "Harem Holiday" (Peter Andreoli – Vince Poncia)
- "My Desert Serenade" (Stanley J. Gelber)
- "Go East Young Man" (Bill Giant, Bernie Baum, Florence Kaye)
- "Mirage" (Bernie Baum, Bill Giant, Florence Kaye)
- "Kismet" (Sid Tepper, Roy C. Bennett)

### Side 2
- "Shake That Tambourine" (Bill Giant, Bernie Baum, Florence Kaye)
- "Hey Little Girl" (Bill Giant, Bernie Baum, Florence Kaye)
- "Golden Coins" (Bill Giant, Bernie Baum, Florence Kaye)
- "So Close Yet So Far" (Joy Byers)
- "Animal Instinct" (Bill Giant, Bernie Baum, Florence Kaye)
- "Wisdom Of The Ages" (Bill Giant, Bernie Baum, Florence Kaye)